# Out Among the Stars
Out Among the Stars es un álbum de estudio póstumo de Johnny Cash, editado por Legacy Recordings y lanzado el 25 de marzo de 2014. Las grabaciones corresponden a sesiones de la década de 1980, producidas por Billy Sherrill, que habían sido descartadas en su momento por la discográfica de Cash, Columbia Records, y que fueron redescubiertas por su hijo, John Carter Cash en 2012. Cash también había grabado en 1981 el álbum The Baron con el mismo productor, en un intento por reactivar su carrera artística, pero la estrategia no funcionó como se esperaba.

## Lanzamiento y recepción
El álbum fue precedido por el sencillo She used to love me a lot, cuyo lado B contenía un remix del mismo tema interpretado por Elvis Costello. Antes de su lanzamiento, la revista en línea Stereogum, lo incluyó dentro de su nómina de los 100 álbumes más esperados de 2014.
Stephen Thomas Erlewine menciona que Billy Sherrill "acaba por endulzar a Johnny sin cambiar su sonido básico". Añadiendo que el álbum "es mayormente brillante y alegre" y "uno de los más sólidos álbumes de Cash de los años 80s", calificándolo con 3,5 estrellas sobre 5.
A través de su columna en Rolling Stone, el periodista Rob Tannembaum señala la decadencia en la que estaba envuelto Cash a comienzos de los 80s y también le otorga 3,5 estrellas de 5, añadiendo: 

Quizás usted espere que Out Among the Stars —una selección de canciones inéditas que habían sido descartadas en 1981 y 1984— sea un completo aburrimiento (Cash lanzó varios álbumes en su mayoría mediocres por esos años, pero dejó este material sin terminar que fue descubierto tras su muerte). En cambio, se demuestra que incluso en su etapa de mayor indiferencia, Cash no pudo evitar hacer un disco con el suficiente peso, complejidad moral y humor sombrío.

## Rendimiento comercial
Tras su lanzamiento, el 25 de marzo de 2014, Out Among the Stars debutó en el #3 en el Billboard 200 y #1 en la Billboard Top Country Albums, vendiendo 54 000 copias la primera semana. Para el 29 de junio, había alcanzado las 149 000 copias vendidas dentro de los Estados Unidos. En el Reino Unido, el álbum debutó en el puesto 4 de la lista de álbumes.

## Lista de canciones
1. "Out Among the Stars" (Adam Mitchell) – 3:02
2. "Baby Ride Easy" (Richard Dobson) – 2:43
3. "She Used to Love Me a Lot" (Kye Fleming, Dennis Morgan y Charles Quillen) – 3:11
4. "After All" (Charles Cochran y Sandy Mason) – 2:47[5]
5. "I'm Movin' On" (Hank Snow) – 3:09
6. "If I Told You Who It Was" (Bobby Braddock, Curly Putman) – 3:05
7. "Call Your Mother" (Cash) – 3:17
8. "I Drove Her Out of My Mind" (Gary Gentry, Hillman Hall) – 3:01
9. "Tennessee" (Rick Scott) – 3:27
10. "Rock and Roll Shoes" (Paul Kennerley, Graham Lyle) – 2:41
11. "Don't You Think It's Come Our Time" (Tommy Collins) – 2:17
12. "I Came to Believe" (Cash) – 3:29
13. "She Used to Love Me a Lot" (JC/EC Version) (Kye Fleming, Dennis Morgan y Charles Quillen) – 3:23